# Johannes VI. von Waldstein
Johann(es) von Waldstein (auch: Johannes VI. von Waldstein; auch: Johann der Kahle von Waldstein; tschechisch: Jan VI. z Valdštejna auch: Jan Holý z Valdštejna; † 4. Oktober 1311 in Olmütz) war Bischof von Olmütz.

## Leben
Johann entstammte dem böhmischen Adelsgeschlecht Waldstein. Vor dem 10. Februar 1303 wurde er zum Bischof von Olmütz gewählt. Er verfolgte keine politischen Ziele und führte auch in seinem Bischofsamt keine Neuerungen ein, engagierte sich jedoch für das von der Familie Waldstein gegründete Dominikanerkloster in Mährisch Schönberg. Er veranlasste eine bessere Dotierung des Scholasters, wodurch auch der Unterricht an der Domschule verbessert werden konnte.
Mit seinen Lehnsleuten führte er zahlreiche Streitigkeiten. Bei einer Auseinandersetzung zwischen dem Prämonstratenserkloster in Kloster Rosa Coeli und dem Grundherrn Heinrich von Liechtenstein um das Präsentations- und Besetzungsrecht der Pfarrkirche in Nikolsburg vertrat er den kirchenrechtlichen Standpunkt so nachlässig, dass der Mainzer Erzbischof Peter von Aspelt, zu dessen Kirchenprovinz das Bistum Olmütz gehörte, eingreifen musste. Er starb am 4. Oktober 1311 und wurde im Olmützer Dom vor dem Altar der hl. Ludmilla beigesetzt.